# Estadio Charles de Gaulle
El Estadio Charles de Gaulle (en francés: Stade Charles-de-Gaulle) es un estadio de usos múltiples en Porto Novo, una localidad en la parte sur del país africano de  Benín. Actualmente se utiliza sobre todo para los partidos de fútbol y se utiliza como el estadio del AS Dragons FC de l'Ouémé y del Aiglons FC. El estadio tiene una capacidad de 15 000 personas, y recibe su nombre en honor de un expresidente de Francia, Charles de Gaulle.